# Klenak

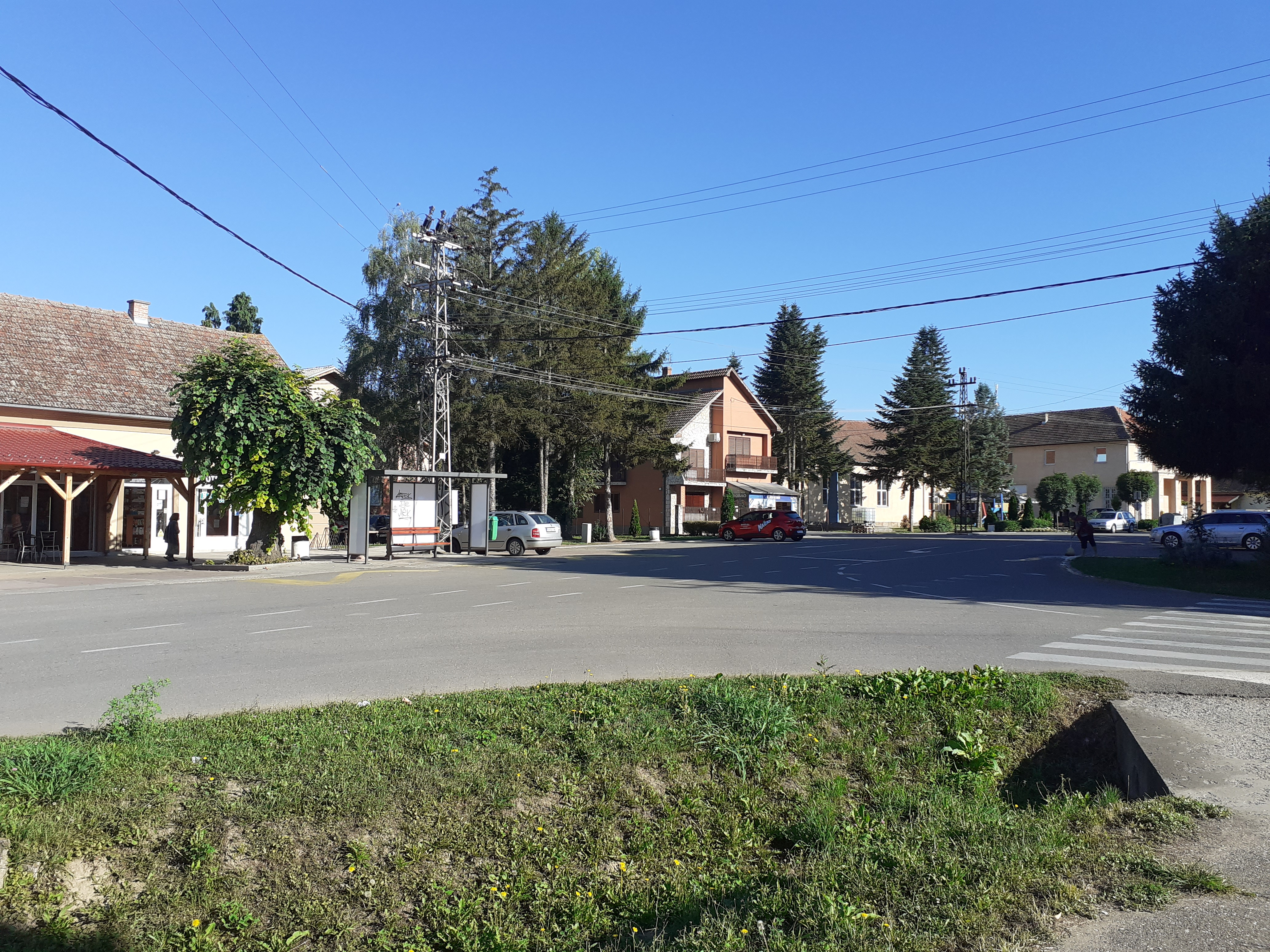
Klenak (2020)

Klenak (serbisch Кленак Klenak) ist eine Siedlung in Serbien. Sie liegt am Nordufer der Save, gegenüber der Stadt Šabac im symrischen Verwaltungsgebiet der Stadt Ruma.